# کلیسای جامع سنت اگنس (روکویل سنتر، نیویورک)
کلیسای جامع سنت اگنس (انگلیسی: St. Agnes Cathedral) یک کلیسای جامع کاتولیک در ایالات متحده آمریکا است.
این کلیسا که در روستا روکویل سنتر، نیویورک واقع شده‌است در سال ۱۸۸۷ شروع به ساخت و بنیان‌گذاری شده و در سال ۱۹۳۵ میلادی به صورت کامل ساخته شده‌است.